# Assemblea Unitària per l'Autodeterminació
La Assemblea Unitària per l'Autodeterminació (AUA, Asamblea Unitaria por la Autodeterminación) fue una organización política española de ideología independentista catalana fundada el 8 de junio de 1991 por Eva Serra, Blanca Serra, Teresa Alabèrnia, Antoni Massaguer, Carlos Benítez, Lluís Maria Xirinacs, Jaume Soler, Xavier Garriga, Toni Infante y Jordi Muñoz. Estaba formada por militantes del Moviment de Defensa de la Terra, antiguos miembros de la banda terrorista Terra Lliure y algunos procedentes de la Crida a la Solidaritat. 
Su primer acto político se llevó a cabo con el XX Aniversario de la Asamblea de Cataluña el 7 de noviembre de 1991, presentándose como proyecto unitario del independentismo. En marzo de 1993 se integró en la Assemblea d'Unitat Popular.
- Datos: Q8207314